# Eriosyce strausiana
Eriosyce strausiana ist eine Pflanzenart in der Gattung Eriosyce aus der Familie der Kakteengewächse (Cactaceae). Das Artepitheton strausiana ehrt L. Straus (1862–1934), einen deutschen Kaufmann und Kakteenliebhaber aus Bruchsal und Mitbegründer der Deutschen Kakteen-Gesellschaft.

## Beschreibung
Eriosyce strausiana wächst einzeln mit kugelförmigen bis verlängerten Trieben und erreicht bei Durchmessern von 8 bis 15 Zentimeter Wuchshöhen von bis zu 20 Zentimeter. Ihr Scheitel ist kahl. Die faserigen Wurzeln entspringen kurzen Pfahlwurzeln. Es sind zwölf bis 14 stumpfe Rippen vorhanden, die teilweise gekerbt sind. Die gräulich schwarzen bis dunkel hornfarbenen Dornen sind in der Mehrzahl stark aufwärts gebogen. Die ein bis acht Mitteldornen sind 3 bis 4 Zentimeter, die acht bis 14 Randdornen 2,5 bis 3 Zentimeter lang.
Die breit trichterförmigen, (schmutzig) gelben Blüten erscheinen aus jungen Areolen. Sie sind 3,5 bis 4 Zentimeter lang und weisen einen Durchmesser von 3,5 bis 5 Zentimeter auf. Ihr Perikarpell und die Blütenröhre sind mit Wolle und Borsten besetzt. Die kurz eiförmigen, grünlichen Früchte sind dünnwandig und reißen an einer basalen Pore auf. Sie sind 7 bis 10 Millimeter lang.

## Verbreitung, Systematik und Gefährdung
Eriosyce strausiana ist in Zentral-Argentinien verbreitet. Das Verbreitungsgebiet reicht von der Provinz San Juan bis in den Norden der Provinz Río Negro.
Die Erstbeschreibung als Echinocactus strausianus erfolgte 1901 durch Karl Moritz Schumann. Fred Kattermann stellte die Art 1994 in die Gattung Eriosyce. Weitere nomenklatorische Synonyme sind Malacocarpus strausianus (K.Schum.) Britton & Rose (1922), Pyrrhocactus strausianus (K.Schum.) A.Berger (1929) und Neoporteria strausiana (K.Schum.) Donald & G.D.Rowley (1966).
Es werden die folgenden Unterarten unterschieden:
- Eriosyce strausiana subsp. strausiana
- Eriosyce strausiana subsp. pachacoensis (Rausch) Ferryman

In der Roten Liste gefährdeter Arten der IUCN wird die Art als „Least Concern (LC)“, d. h. als nicht gefährdet geführt.

## Nachweise